# Томас Гарт
Томас Чарлз Гарт (англ. Thomas Charles Hart; 12 червня 1877 Девісон — 4 липня 1971 Шарон) — американський військовий і політик, адмірал ВМС США, учасник Іспансько-американської та обох світових воєн, сенатор від Коннектикуту в 1945—1946 роках.

## Біографія
Томас Ч. Гарт закінчив Морську академію в 1897 році. Першим його призначенням був лінкор «Массачусетс». Під час іспано-американської війни він служив на реквізованій яхті «Vixen», беручи участь у битві при Сантьяго 3 липня 1898 року. У 1898 році він був підвищений до першого офіцерського звання. У наступні роки він пройшов кар'єрну драбину в ВМС США, керував двома ескадрами підводних човнів, що базувалися в Ірландії та на Азорських островах під час Першої світової війни. У 1918—1922 роках служив у штабі начальника морських операцій.
У 1923 році закінчив Військово-морський коледж, а через рік армійський Військовий коледж. У 1929—1931 роках служив командувачем підводних сил флоту в ранзі контрадмірала. Потім він працював начальником Морської академії (1931—1934), командувачем крейсерської ескадри Розвідувальних сил (1934—1936) і членом Генеральної ради ВМС (1936—1939). У червні 1939 року йому було присвоєно звання повного адмірала і він обійняв посаду командувача Азіатського флоту. Це була невелика група кораблів, створена для демонстрації присутності в регіоні і не призначена для самостійного оперативного використання у випадку збройного конфлікту.
У грудні 1941 року Томас Гарт вивів свої кораблі на південь, захистивши таким чином від знищення японськими силами, які перейшли у швидкий наступ, але тим самим позбавив оборону Філіппін, яку утримував генерал Дуглас Макартур, підтримки на морі. У січні 1942 року, після формування сил ABDA союзниками, він прийняв командування їхньою морською складовою. Він був головнокомандувачем під час битви під Балікпапаном 24 січня 1942 року. Однак розбіжності щодо використання об'єднаних підрозділів флоту спричинили тиск з боку голландської влади, щоб замінити Гарта своїм адміралом. Врешті-решт, у лютому його відкликали до Сполучених Штатів, офіційно через погане самопочуття, і його наступником став віце-адмірал Голландії Конрад Гельфріх.
Адмірал Гарт пішов у відставку незабаром після повернення до США, але був знову призначений членом Генеральної ради. Він залишався на службі до лютого 1945 року, коли вийшов на пенсію, щоб прийняти мандат сенатора від штату Коннектикут. Він виконував цю роль до листопада наступного року. Потім він відійшов від політичного життя, замешкавши у своєму родинному домі в Шероні, штат Коннектикут. Там він помер у 1971 році і був похований на Арлінгтонському національному кладовищі. Був нагороджений, серед іншого, медаллю «За видатні заслуги» ВМС (двічі) та голландським орденом Ораньє-Нассау. На його честь був названий фрегат «Томас Гарт», що належить до типу «Нокс».
У 1910 році він одружився з Керолайн Браунсон, дочкою контраадмірала Вілларда Г. Браунсона. Їхня дочка, Гаррієт Тафт, вийшла заміж за Френсіса Б. Сейра-молодшого, онука президента Вудро Вільсона, декана Вашингтонського національного собору та борця за расову рівність.